# كسوف الشمس في 3 مايو 1715
كسوف الشمس في 3 مايو 1715 هو كسوف كلي للشمس في 3 مايو 1715. وكان يُعرف باسم كسوف هالي، نسبة لإدموند هالي (1656-1742) الذي توقع هذا الكسوف بدقة في غضون 4 دقائق. لاحظ هالي الكسوف من لندن حيث استغرق الكسوف بمدينة لندن 3 دقائق و 33 ثانية من الإجمالي. كما رسم خريطة تنبؤية توضح المسار الكلي عبر مملكة بريطانيا العظمى. كانت الخريطة الأصلية على بعد حوالي 20 ميلاً من مسار الخسوف المرصود، ويرجع ذلك أساسًا إلى استخدامه لتقويم القمر غير الدقيق. بعد الكسوف، قام بتصحيح مسار الكسوف، وأضاف مسار ووصف للكسوف الكلي للشمس عام 1724.

## الكسوفات ذات الصلة
كان جزءا من ساروس الشمسي 114

## روابط خارجية
- Total Eclipses of the Sun, By Mabel Loomis Todd
- Halley's eclipse
- Halley's Maps and Descriptions of the 1715 Total Solar Eclipse
- Whiston's predictive map of March 1715